# Golfo di San Lorenzo
Il golfo di San Lorenzo (inglese: Gulf of Saint Lawrence; francese: golfe du Saint-Laurent) è situato nell'oceano Atlantico, in corrispondenza della costa canadese, e mette in comunicazione l'oceano e i Grandi Laghi tramite il fiume San Lorenzo che sfocia nel golfo.

## Geografia
Il golfo è delimitato a nord dalla penisola del Labrador, ad est dall'isola di Terranova, a sud dall'isola di Capo Bretone e dalla penisola della Nuova Scozia e ad ovest dalla costa del Nuovo Brunswick e dalla penisola di Gaspé. Comunica con l'Oceano Atlantico a nord tramite lo stretto di Belle Isle, a est tramite lo stretto di Caboto e a sud tramite lo stretto di Canso. Vi affiorano varie isole. 
La maggiore è l'isola d'Anticosti posta all'ingresso dell'estuario del San Lorenzo. A sud vi affiora l'isola del Principe Edoardo che è separata dalla terraferma dallo stretto di Northumberland. Altre isole minori sono l'arcipelago delle isole della Maddalena, poste nell'area centrale, e le isole Shippegan e Miscou poste all'imbocco della baia di Chaleur nell'area occidentale. Il golfo ricopre una superficie di circa 259.000 km². La navigazione è particolarmente difficile nei mesi invernali a causa dei ghiacci e delle nebbie.

## Immissari
Il fiume San Lorenzo, prima di sfociare nel golfo, forma un amplissimo estuario. Altri fiumi che sfociano nel golfo sono: da occidente il fiume Miramichi, che sfocia nella baia omonima, ed il fiume Restigouche in corrispondenza della baia di Chaleur, cosiccome il Cascapédia; da nord i fiumi principali che vi sfociano sono il Natashquan e il Little Mecatina.

## Storia
I pescatori baschi, all'incirca nel 1372, inseguendo le balene nelle lontane acque del nord, furono probabilmente i primi europei a raggiungere il golfo. Il primo navigatore europeo che raggiunse il golfo con un viaggio documentato fu Jacques Cartier con il suo viaggio del 1534.
Tra il 1942 e il 1944 i sottomarini tedeschi penetrarono ripetutamente nel golfo e affondarono 23 navi alleate.